# Chapéu-de-couro
O chapéu-de-couro (Echinodorus macrophyllum ou Echinodorus grandiflorus), também conhecido pelos nomes de chá-da-campanha, erva-do-brejo e erva-do-pântano, é uma erva da família das alismatáceas. Ocorre desde o sul do México até o Brasil. Tal erva aparece em locais pantanosos, possuindo folhas coriáceas, com trinta centímetros de comprimento, flores brancas dispostas em racemos e aquênios com uma semente.
É ornamental e apropriada para aquários, tendo, ainda, uso medicinal. A infusão das folhas fornece chá laxativo. Uma pesquisa confirmou sua eficácia em casos de hipertensão. Também é usado popularmente como antirreumático e diurético, contra inflamação de pele e de garganta, reumatismo, artrite e sífilis e como depurador do sangue e eliminador de ácido úrico.
A planta produz um rizoma do qual se extrai uma massa. Dessa massa, pode ser feito um doce, como se fosse abóbora. Este doce é muito bom como depurativo do sangue[carece de fontes?].
A planta é utilizada na produção dos refrigerantes brasileiros Mineirinho , Mate Couro e Mate Cola.

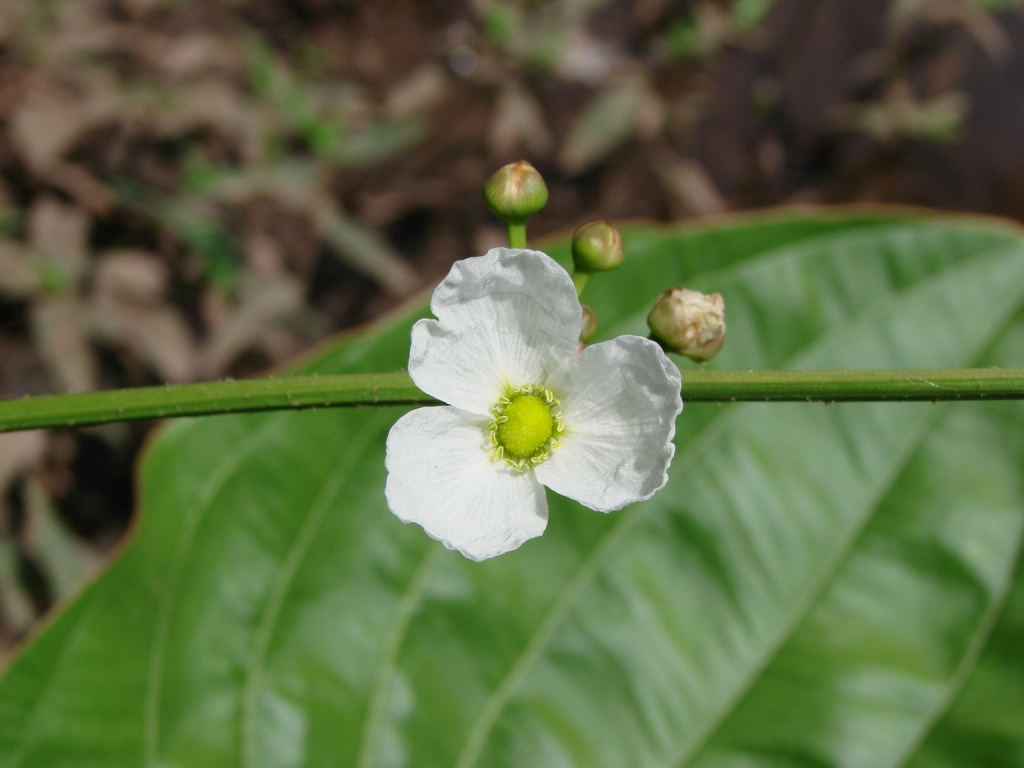
Flor da E. macrophyllus